# Capacity
Capacity – dziesiąta w karierze autorska płyta Krzysztofa Herdzina, nagrana przez jego Trio oraz wydana w 2011 roku przez Agencję Muzyczną Polskiego Radia i Licomp Empik Media.
Płyta została nagrana „na żywo” w studiu Sound and More w czasie jednej sesji, w dniu 2 czerwca 2011. Zawiera pięć kompozycji lidera oraz utwór Russella Ferrante z zespołu Yellowjackets („Prayer For El Salvador”), w aranżacji Herdzina.

## Lista utworów
1. „Prayer For El Salvador”
2. „Still Searching”
3. „Keith and His Teeth”
4. „Timebreakaparter”
5. „Sleeping Beauty”
6. „Children of Childs”

## Wykonawcy
- Krzysztof Herdzin – fortepian, kompozytor, aranżer, producent
- Robert Kubiszyn – gitara basowa, kontrabas
- Cezary Konrad – perkusja